# Cyprinella callistia
Cyprinella callistia är en fiskart som först beskrevs av David Starr Jordan, 1877.  Cyprinella callistia ingår i släktet Cyprinella och familjen karpfiskar. Inga underarter finns listade i Catalogue of Life.